# Лондонская биржа металлов

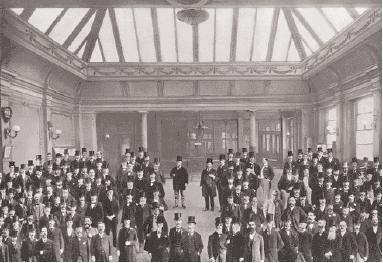
Лондонская биржа металлов в 1897 году

Лондонская биржа металлов (ЛБМ) (англ. The London Metal Exchange, LME) — ведущая мировая товарная биржа, специализирующаяся на торговле цветными металлами.

## История
В середине XIX в. Великобритания была крупнейшим в мире производителем меди и олова. Потребности в сырье развивающейся промышленности покрывались в основном за счёт поставок из вновь открытых месторождений в Южной Америке, Африке и в Азии. Транспортировка сырья через океаны была связана с риском, корабли по разным причинам прибывали неравномерно, что существенно влияло на  цены и, следовательно, было связано с риском для продавцов и покупателей. По мере развития транспорта, средств связи (был изобретён телеграф, а позднее телефон)  у торговцев появилась возможность получать информацию о поставках сырья заранее. Это в свою очередь привело к тому, что стали заключаться сделки на будущее. Объёмы торговли возрастали и торговцы стали встречаться регулярно для совершения сделок.
Первоначально торговцы встречались в кофейне (Jerusalem Coffee House) недалеко от Королевской биржи в центре Лондонского Сити, где сделки совершались с голоса (open outcry) в кругу.
В 1876 году они основали Лондонскую биржу металлов, которая начала свою работу с 1 января 1877 г. в здании Lombard Court. Срочные сделки стали совершаться на трёхмесячный срок, что примерно соответствовало сроку доставки меди из Чили и Сингапура в Соединённое Королевство.
В 1882 г. биржа переехала в новое здание на Виттингтон Авеню (Whittington Avenue), где она находилась  98 лет до переезда в новое здание  Plantation House.
В настоящий момент биржа находится по адресу Leadenhall Street, 56 (в Сити).
Вначале на бирже торговали двумя металлами: медью и оловом. В 1897 началась торговля серебром. Но в 1914 г. торговля серебром прекратилась, возобновившись лишь на короткий период с 1935 по 1939 гг. Затем торговля серебром на бирже возобновлялась в 1968 г и продолжалась до июня 1989 г.  Свинцом и цинком торговля официально началась с 1920 г, хотя неофициально торговля шла и до этого. В годы Второй мировой войны до 1949 года биржа не функционировала.
В 1978 г. началась торговля алюминием, в 1979 г. — никелем. Таким образом ЛБМ стала ведущим мировым центром торговли шестью цветными металлами: медью, алюминием, оловом, никелем, свинцом и цинком. С 10 апреля 2000 г. был введён контракт LMEX на индексы этих шести металлов.
Постоянно развиваясь и совершенствуя методы торговли, биржа ввела новые контракты на торговлю алюминиевыми сплавами в 2002 году и пластиком в 2005 г.
ЛБМ была приобретена Hong Kong Exchanges and Clearing (оператором Гонкогской фондовой биржи) в декабре 2012.

## Функции биржи
Являясь признанным центром мировой торговли цветными металлами биржа выполняет следующие основные функции.
1. Ежедневное установление цены на товар. Таким образом на ЛБМ формируется мировая цена на торгуемые товары. Поскольку на бирже представлены интересы крупнейших мировых фирм, имеющих отношение к торговле цветными металлами (производители, потребители, торговые посредники), результаты торгов отражают соотношение спроса и предложения, т. е. конъюнктуру на текущий момент.
2. Хеджирование. Это форма защиты от риска изменения  цены, по которой продается или покупается товар в будущем. Хеджирование является одной из первейших функций биржи уже более 130 лет. Например, на ЛБМ операции хеджирования осуществляются с момента создания биржи с 1877 г.
3. Гарантия поставки товара (гарантия исполнения обязательств по контракту). Гарантия поставки реального товара (physical metall), купленного или проданного на бирже, обеспечивается наличием достаточного количества товара, имеющегося на складах биржи. Например, у ЛБМ имеется семь складов на территории Соединенного Королевства, десять складов – в Европе (Роттердам, Генуя, Гамбург, Антверпен и др.),  семь на Дальнем Востоке (Япония, Сингапур) и склад в Северной Америке. Гарантия исполнения обязательств по контрактам, заключенным на бирже (фьючерсы, опционы), обеспечивается созданием специальной системы расчетов, принятием законодательства о биржах и разработкой правил совершения сделок на бирже, контролем за деятельностью бирж со стороны государственных органов.
4. Наряду с выполнением своих основных функций,  биржи являются институтом рыночной экономики, который предоставляет следующие возможности для участников рыночных отношений:
  - игра на разнице цен (спекулятивные операции). Данного рода операции не имеют целью поставку или получение реального товара (спекулянты играют важную роль во фьючерсной торговле, повышая ликвидность рынка и принимая на себя ценовые риски, помогая тем самым хеджерам);
  - инвестирование капитала в товар. Многие фирмы (в частности, финансовые, инвестиционные и др.), стремясь обезопасить свои деньги от инфляции, скупают партии товара. В случае повышения цен на товар это помогает им не только обезопасить деньги от инфляции, но иногда получить более выгодный доход, чем на традиционном рынке капиталов;
  - арбитражные операции. В случае, когда цены на товар на разных рынках (биржах в разных странах) различаются, участники биржевой торговли одновременно продают и покупают товар на разных биржах, извлекая при этом дополнительную прибыль;
  - финансирование. Этой услугой биржи могут пользоваться владельцы варранта (складского свидетельства биржи, дающего право распоряжаться товаром). Допустим, владелец не хочет продавать товар, но ему нужны на время деньги. В этом случае он может через брокера организовать продажу варранта с одновременной покупкой товара с поставкой в будущем. Эта операция, известная как лендинг (lending), позволяет сохранить позицию владельца товара, получив на время денежные средства.[5]

## Структура биржи

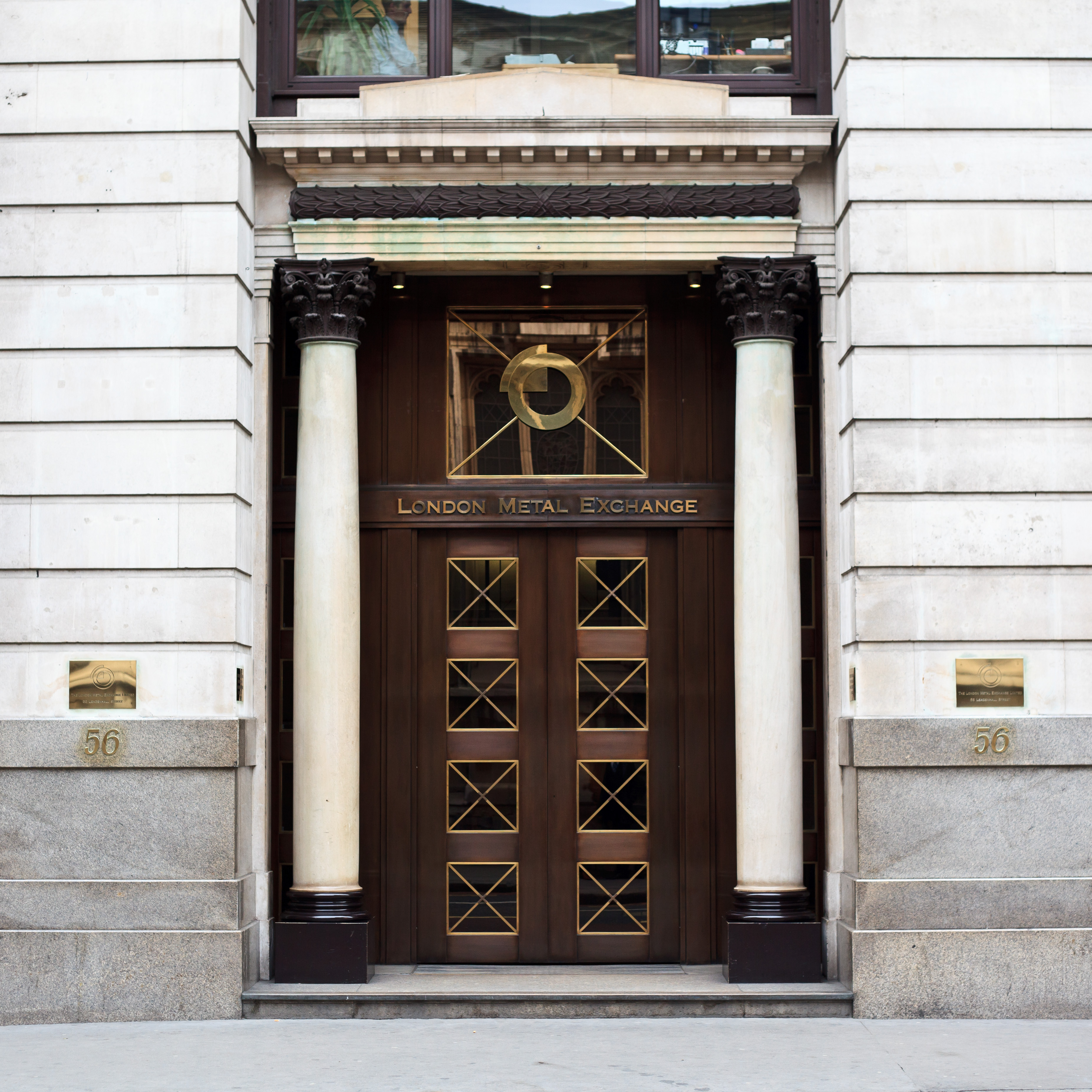
Главный вход в здание Лондонской биржи металлов

По своему организационно-правовому статусу биржа является обществом с ограниченной ответственностью
Общее управление деятельностью биржи осуществляет биржевой комитет, который в частности ежедневно по результатам торгов объявляет официальную цену дня.
Биржа предполагает разный статус членов биржи. На ЛБМ имеется шесть категорий участников:
1. Ring Dealing Members- участники с максимальными правами, в т.ч. с правом совершать все сделки на ринге
2. Associate Broker Clearing Members – участники, обладающие всеми правами участников предыдущей категории за исключением права заключать сделки в ринге во время торговой сессии.
3. Associate Trade Clearing Members – участники, имеющие право совершать расчёты через клиринговую палату по собственным сделкам, но без права совершать сделки на ринге
4. Associate Broker Members – могут оказывать брокерские услуги, но сами не имеют права совершать сделки во время торгов
5. Associate Trade Members – могут совершать сделки на бирже в качестве клиентов
6. Individual and Honorary Members – индивидуальные и почётные члены, не имеют права торговать на бирже.

### Список компаний, торгующих на ринге
По состоянию на 26 апреля 2012 года список Ring Dealing Members включал:
- Amalgamated Metal Trading Limited
- Barclays Capital
- ED&F Man Capital Markets
- INTL FCStone (Europe) Ltd
- J.P.Morgan Securities Ltd
- MAREX Financial Limited
- Metdist Trading Ltd
- Natixis Commodity Markets Limited
- Newedge Group (UK Branch)
- Société Générale
- Sucden Financial Limited
- Triland Metals Ltd

## Организация торгов
Торги на бирже проводятся ежедневно, кроме выходных и праздничных дней во время двух сессий: Первая сессия начинает торги в 11:40 и заканчивает в 14:45. Вторая сессия начинает торги в 14:55 и заканчивает в 17:00.
Во время первой и второй сессий  торги проводятся на каждый металл дважды. Время торговли одним металлом – 5 минут. Официальная цена дня на каждый товар объявляется по результатам  вторых торгов первой (утренней) сессии.
Торговля осуществляется в соответствии со стандартными биржевыми контрактами. Контракты двух типов: фьючерсы и опционы. В каждом контракте определены:
- объём товара (например, медь -25 т; алюминий – 25 т:, никель – 6 т: олово – 5 т: цинк – 25 т; свинец – 25 тонн)
- условия поставки (СИФ Роттердам)
- срок исполнения обязательств (немедленная поставка, трёхмесячный, шестимесячный и т.д. срок)
- стандартные требования по качеству товара (например алюминий – 99,7%; цинк – 99,995%; олово-99,85% и т.д.)

Для заключения сделки необходимо определить только количество контрактов и цену.
Участники торгов сидят в креслах, расположенных кру́гом таким образом, что они обращены лицом друг к другу. За каждым участником торгов закреплено определённое кресло. Таким образом кресла образуют круг, т.н. ринг. Сделки традиционно совершаются путём голосового выкрика (методом open outcry). После сессии все контракты проходят регистрацию в клиринговой палате биржи.